# Себиш
Себиш (рум. Sebiş, мађ. Borossebes) град је у у западном делу Румуније, у историјској покрајини Кришана. Себиш је град у жупанији Арад и обухвата насељена места Дончени, Прунишор и Салажени.
Себиш је према последњем попису из 2021. имала 4.612 становника.

## Географија
Град Себиш је смештен у западном делу историјске покрајине Кришане, 80 километра источно од првог већег града, Арада.
Град је смештен на источном ободу Панонске низије, у подножју планине Бихор, која се издиже источно од града. Дата област позната је као Заранд. Поред града протиче река Мали Кереш. Надморска висина места је око 140 метара.

## Прошлост
Године 1846. место "Борош-Себеш" је насеље са 730 становника. Православна црква је посвећена Св. Арханђелима Михајлу и Гаврилу, подигнута је 1542. године, а при њој служи парох поп Георг Веза, којем помаже капелан Теодор Онага. Најстарије матице су оне крштених из 1790. године. У народној основној школи ради учитељ Георгије Шимандан са 14 ђака.

## Становништво
У односу на попис из 2002., број становника на попису из 2011. се смањио.
| 1977. | 1992. | 2002. | 2011. |
| ----- | ----- | ----- | ----- |
| 6.070 | 6.993 | 6.829 | 5.979 |

Румуни су претежно становништво Себиша (око 91,0%), Мађари (3,0%) и Роми (5,4%).